# Den helige Hieronymus
Helige Hieronymus är en ofullbordad målning av den italienske renässanskonstnären Leonardo da Vinci. Den målades cirka 1480–1482 och ingår sedan 1856 i Vatikanmuseernas samlingar.
Den helige Hieronymus levde cirka 347–420 och var kyrkofader och bibelöversättare som sedermera helgonförklarades. På en resa till Palestina insjuknade han i Antiokia. Där hade han en feberdröm som gjorde att han efter tillfrisknandet gick ut i öknen Chalkis sydost om Antiokia och levde som eremit. Hieronymus porträtterades ofta under renässansen, inte sällan tillsammans med ett lejon, vars tass han skall ha befriat från en törntagg. 
Leonardos ofullbordade porträtt av Hieronymus målades sannolikt i slutet av konstnärens första tid i Florens. Leonardo blev 1472, vid 20 års ålder, målarmästare och medlem av S:t Lukasgillet i Florens där han verkade till 1482 då han flyttade till Milano. Till en början gick han i lära hos konstnären Andrea del Verrocchio, men lämnade denne 1477–1478 då han kom under Lorenzo de' Medicis beskydd. 